# Il Negromante
Il Negromante è una commedia di Ludovico Ariosto abbozzata nel 1509, poi terminata nel 1520, quando Ariosto ne spedì il testo a papa Leone X, e in seguito ulteriormente riscritta nel 1528. Il primo allestimento avvenne a Ferrara tra il 1528 e il 1529, mentre la pubblicazione risale al 1535. 
La commedia è ambientata a Cremona e narra degli espedienti impiegati da un giovane per penetrare nella casa dell'amata; al centro della trama è però soprattutto un sedicente praticone di arti magiche che si prende gioco della credulità del prossimo. Nel disegnare il personaggio, Ariosto ricorre a fonti moderne, prendendo a modello figure altrettanto dubbie quali il Ruffo (da La Calandria, commedia del cardinale Bernardo Dovizi da Bibbiena) e Callimaco (il finto medico della Mandragola di Niccolò Machiavelli).

## Trama
Presso Cremona, Cintio è stato costretto dal patrigno Massimo a sposarsi con la ricca Emilia, figlia di un suo amico, affinché la famiglia potesse risollevarsi economicamente grazie alla generosa dote. Tuttavia, Cintio si era già sposato segretamente con la povera Livinia, non per altri interessi che per amore, e si ritrova in un bel guaio: per cavarsi d'impaccio, per qualche mese Cintio si finge impotente e nega qualsiasi soddisfazione alla ricca sposa, che se ne lamenta con suo padre Abondio. Questi decide allora di convocare in casa un famoso "negromante" per risolvere la situazione. Cintio decide di approfittare della situazione e corrompe il mago affinché confermi ai genitori e a Emilia che l'impotenza del coniuge è inguaribile, essendo stata causata da una maledizione che verrà meno solo quando egli non si separerà per sempre dalla ricca sposa. Così avviene, e il negromante, ottenuta grande fama, inizia a ricevere molti clienti. Le cose si complicano quando due servi di Cintio, cattivi e meschini, scoprono l'inganno e decidono di denunciarlo. La situazione sembra precipitare quando Massimo, patrigno di Cintio, scopre di essere il vero padre di Livinia, concepita in un incontro extraconiugale, e permette le nozze tra lei e Cintio.